# Cadinho
Cadinho, pseudonimo di João Ricardo Pedral Sampaio (Rio de Janeiro, 26 aprile 1963), è un ex giocatore di calcio a 5 brasiliano, campione del mondo con la nazionale brasiliana nel 1989.

## Carriera
Cadinho ha partecipato alla spedizione brasiliana al FIFA Futsal World Championship 1989 in cui i verdeoro si sono laureati campioni del mondo. Si tratta dell'unico mondiale disputato dal difensore.

## Palmarès
- Campionato mondiale: 1

Paesi Bassi 1989